# Искусство Австралии
Искусство Австралии — искусство многочисленных народов, населяющих австралийский материк.
До прихода европейцев в XVII—XVIII веках аборигены стояли на разных ступенях развития доклассового общества, были охотниками и собирателями и имели архаичные особенности мировоззрения (тотемизм, магия). Искусство, религия и наука протекали в условиях начальной стадии разделения общественного труда и были ещё синкретично едины, отсутствовало разделение на умственный и физический труд. Поэтому и произведения искусства создавались как неотъемлемая часть колдовских обрядов, однако имели чувственно-образный, художественный, эстетический характер.

## Искусство племён
Искусство австралийских аборигенов сложилось в ходе многовековой истории первоначального заселения континента и делится на две большие группы: искусство, несущее в себе черты реалистической изобразительности, и искусство условно-геометрическое. Носителями искусства первого типа были племена на востоке (самые известные — в районе Сиднея), северо-западе и севере (в Арнгем-ленд), которые рисовали многочисленные изображения на скалах и в пещерах — петроглифы — что имеют, по мнению учёных, большую древность.
Ванджина — человеческие изображения в пещерах северо-западной Австралии — ассоциировались у аборигенов с дождем и его магическим вызыванием, с мифической змеей — радугой, с размножением человеческого рода и животных. Когда приходила засуха, аборигены обновляли эти рисунки, вызывая дождь, а также чтобы души нерожденных детей покинули тело змеи-радуги — и воплотились в человеческие существа.
Иногда реалистичные изображения описывали явления повседневной жизни. Часто изображаются животные — объекты охоты. На островах залива Карпентария на стенах пещер найдены изображения сидящих в лодках вооруженных гарпунами людей, которые охотятся на рыб, черепах и других морских животных.
Наибольшее развитие искусство аборигенов получило в Арнем-Ленде и проявлялось в виде рисунков на коре и живописи в пещерах и укрытиях под скалами. Наскальные рисунки, самые интересные и красочные образцы которых находятся в западной части Арнем-Ленда, бывают двух типов. Первые сделаны, по поверью современных поколений, таинственными существами в далеком прошлом; они имеют яркое чувство динамики и лаконичную выразительность штриха, изображая людей всегда в движении — мужчины бегут, дерутся, бросают копья (ил. 1) или играют на музыкальных инструментах, а женщины несут сосуды для еды или танцуют. Наскальная живопись Арнем-Ленда по своим художественным качествам и разнообразию сюжетов стоит близко искусству бушменов Африки, уступая только искусству европейского верхнего палеолита, когда впервые была применена пластически объемная передача изображения.
Другой тип наскальной живописи — это многокрасочные изображения неподвижных зверей, птиц, рыб и пресмыкающихся, иногда людей, в так называемом стиле «рентгеновских снимков» — когда на рисунке вместе с внешними деталями видны внутренние органы — позвоночник, сердце, пищевод (ил. 2). В таком же стиле рисовали некоторые народы Меланезии, северо-западной Америки, Сибири.
Почти все прибрежные племена Арнем-Ленда с древних времен рисовали на листах коры (ил. 3).
Такие образы создавались не только для эстетической ценности и наглядного воспроизведения своих знаний об объекте, но и как необходимый элемент того или иного магического действия, которое обеспечивает успех охоты. Поэтому художник работал не столько над живым воплощением образа животного, сколько над фиксацией всех тех примет и свойств, которые присущи анатомическому строению (включая внутреннее строение) именно данной породы животного. Отождествление изображения двойника с самим зверем было необходимо для повышения эффективности колдовства.
По достоверности в сравнении с древними изображениями такое произведение, безусловно, проигрывало, однако в то же время говорило об интересе первобытного охотника к внутреннему строению животных и свидетельствовало о знаниях об отдельных явлениях жизни. Поэтому рисунки можно рассматривать как к доказательства зародышевых научных знаний о явлениях природы, в том числе об анатомии животных. В «рентгеновском» стиле рисуются главным образом животные, употребляемые в пищу, анатомическая структура которых в той или иной мере известна. Погребальный ритуал знакомил аборигенов с человеческим скелетом; мифические же существа изображались ими по аналогии с человеческими. Кроме живописи на скалах и коре, аборигены северо-восточного Арнем-Ленда знамениты постройкой круглых деревянных антропоморфных скульптур, что было нетипично для остальной Австралии, но характерно для Новой Гвинеи и Меланезии.
В центральных районах Австралии, а также на западе и востоке доминировали многочисленные стили условного геометрического искусства. На юго-востоке Австралии в качестве орнамента на поверхности деревянного изделия использовался концентрический ромб, а в западной Австралии — зигзаг, меандр и другие мотивы; в центральных же регионах получил развитие стиль «концентрических кругов» (рядом с которыми широко применяются также спирали и полукруга). «Концентрические четырёхугольники» юго-востока и запада хорошо представлены в резьбе на щитах, а «круги» центра — на чурингах (деревянных священных предметах). В орнаментах западной Австралии часто геометрическим мотивом был лабиринт. Он же встречается и в резьбе на древесных стволах — так называемых дендроглифах — в Новом Южном Уэльсе. Подобные изображения часто связывались с обрядами посвящения или похоронным ритуалом.
Австралийское условное искусство отличается символизмом и множественным значением одного и того же традиционного мотива в различных комбинациях. Такие комбинации знаков граничат с пиктографией — начальной изобразительно-символической стадией развития письма. В искусстве австралийцев символика цветов тоже является своеобразным языком, условным средством передачи идей или психологических состояний. Связь между условным мотивом и явлением природы часто традиционна и является частью совокупности фантастических представлений всех членов данного племени. Однако иногда художник придает соответствующему орнаменту совершенно новый смысл.

## 1770—1900
Активное заселение Австралии началось только с начала XIX века, когда территория перестала быть исключительно местом для высылки и началась продажа дешёвой земли, хотя материк был открыт Джеймсом Куком (1728—1779) ещё в 1770 году. Скоро быстрыми темпами развивается земледелие и особенно овцеводство, причем сразу на капиталистической основе. Быстрому развитию капиталистических отношений, а также притоку переселенцев способствовало открытие золота в Виктории в 1851 году и рост золотопромышленности. Уже во второй половине XIX века почти во всех австралийских штатах были созданы свои парламенты. Однако единый Австралийский союз был образован в конце XIX века.
Искусство европейских переселенцев в Австралию развивается только с середины XIX века, однако чрезвычайно медленно и ограниченно. Одним из первых самостоятельных в художественном отношении мастеров считается Конрад Мартенс (1801—1878), который сначала работал в популярном тогда жанре пейзажной живописи, создавая видовые акварели-ландшафты в стиле тщательного документализма. Потом он перешёл к романтическому толкованию природы, изображая в основном живописные виды сиднейской бухты. Ещё один художник, который смог достичь значительной известности в Австралии и Англии, был Самюэл Томас Гилл (1818—1880) — первый мастер бытового жанра и прежде всего сатиры, который работал в области журнальной графики и литографии.
Гораздо больших успехов, чем «документалисты» середины XIX века, добился Луис Бювелот (1814—1888) швейцарский живописец, что переселился в Мельбурн уже пятидесятилетним мастером. Работал он в стиле барбизонской школы и заложил фундамент реалистической пейзажной живописи в Австралии, умея находить тонкие тональные отношения и умело передавая обобщенное золотистое освещение предвечернего солнца (например, «Летний вечер в Темплстоу», 1866; Мельбурн, Национальный музей Виктории).
В конце XIX века в Австралии расцвет переживала жанровая и пейзажная живопись. В этот период особенного успеха добились Томас Уильям Робертс (1856—1931), Фредерик Мак-Каббин (1855—1917) и Артур Стритон (1867—1943).
Томас Робертс, ученик Луиса Бювелота, проявил себя внимательным наблюдателем действительности, стремящимся к детальному правдоподобию изображаемого. Как говорил сам Робертс, он в своих работах стремился передать «совершенное выражение одного места и времени, чтобы превратить это в искусство для всех времен и всех мест». В своей картине 1886 года «Те, которые плывут на юг» он, основываясь на многочисленных рисунках с натуры, изобразил палубу корабля, полную европейских эмигрантов, плывущих в Австралию в поисках новой жизни.
Другая картина Робертса — «Стрижка баранов» (1889—1890; Мельбурн, Национальный музей Виктории), создана в результате конкретных наблюдений после поездки в Броклесби, в штате Новый Южный Уэльс, что позволило документально изобразить сцену труда и удачно уловить момент. Романтически приподнято по своему характеру полотно «Вперед» (1891; Аделаида, Национальная галерея Южной Австралии), что изображает всадника-пастуха посреди саванны, который стремительно мчится и напрасно пытается остановить овечье стадо, бегущее к водопою.
В картине «Счастье изменило» (1889; Перт, Художественная галерея Западной Австралии) другого выдающегося австралийского художника Фредерика Мак-Каббина поднимаются социальные проблемы. На фоне поэтического пейзажа, на первом плане у костра сидит сгорбившийся, похожий на фермера старик. Его трагическая фигура резко контрастирует с остальной частью картины. Эта работа выражает огромную серьёзность, человечность и сдержанную грусть. К той же группе художников принадлежал и пейзажист Артур Стритон.

## XX век
Однако вслед за расцветом живописи начался период упадка и «реэмиграции» австралийских художников в Европу вплоть до Первой мировой войны. Среди основных причин — ограниченность рынка для сбыта картин, отсутствие признания, недостаток государственной поддержки. Одним из таких мигрантов был уехавший во Францию портретист Джон Питер Расселл (1858—1931). Особенно примечателен его портрет Винсента Ван Гога, который последний считал своим лучшим изображением (1886; Амстердам, Стеделик-музей).
Другим модным портретистом, уехавшим в Париж, был Джон Лонгстафф (1862—1941), знаменитый в основном картинами о первых экспедициях исследователей Австралии. Одна из таких картин — написанная по тщательным этюдам с натуры «Прибытие Берка, Виллса и Кинга в бухту Купер» (1902—1907; Мельбурн, Национальный музей Виктории), где живо изображена пустыня с трагическими фигурами до предела изнуренных путешественников.
Появившийся в XX веке австралийский академизм представлял выходец из России Джордж Вашингтон Ламберт (1873—1930), впоследствии также мигрировавший в Париж (в 1900 году). Воздействия модернизма не испытал, интересуясь исключительно старыми мастерами, в частности Эдуардом Мане. Великолепный рисовальщик и виртуозный мастер, он все же допускал в живописи элемент салонности, примером чего является впечатляющий светский портрет «Белая перчатка» (Сидней, Художественная галерея Нового Южного Уэльса).
Хотя модернизм проник на материк ещё перед началом Первой мировой войны, все же вплоть до 1930-х годов это искусство не имело особого значения, а его сторонники были немногочисленны. После войны получили признание реалисты 1890-х годов, которые больше рисовали в духе академизма не имели той же остроты восприятия жизни. Один из них — портретист Макс Мелдрам (1875—1955). Своеобразие австралийской природы изображали представители возглавляемой Стритоном школы пейзажистов — среди них — Ганс Гейзен (1877—1968), Расселл Драйсдейл (1912—1981).
В 1930-х годах в австралийской живописи начался новый этап, с присущим ему реализмом и формализмом (в основном сюрреализмом), причем часто художники допускали смешение противоречивых стилей. К примеру, одни из видных портретистов Австралии Уильяма Добелла (1899—1970), живопись которого отличалась острым восприятием действительности, выразительностью характеристик и энергичной манерой письма, а также склонностью к экспрессионизму. Знаменита его написанная в 40-х годах серия портретов австралийского народа и военных. Среди лучших полотен — «Маргарет Олле» (Сидней, Художественная галерея Нового Южного Уэльса), портрет киприота (1940; Брисбейн, Куинслендская художественная галерея), «Женщина с Южного Кенсингтона» (1937; Сидней, Художественная галерея Нового Южного Уэльса), «Портрет Марии Гилмор» (1955—1957; там же).
Крупным мастером был и Расселл Драйсдейл (1912—1981), рисовавший на заре своей творческой карьеры в стиле примитивизма (конец 30-х — начало 40-х годов), и впоследствии перешедший к реалистическому воспроизведению действительности, сдержанной строгости и внутреннему драматизму: портрет двух детей (1946; Мельбурн, Национальный музей Виктории), «Белая гора» с фигурой туземной женщины, которая держит на коленях свою ребёнка, на фоне пустынного пейзажа с белеющей вдали горой. В картинах Драйсдейла часто изображены дикие австралийские горы, иногда с сюрреалистическими эффектами. В похожем стиле рисовал Джеймс Глисон (1915—2008), откровенно подражавший Сальвадору Дали.
В период Второй мировой, в условиях угрозы фашизма и японского милитаризма, несколько усиливается роль коммунистического движения вместе с реализмом и социальными мотивами в искусстве. Представители подобного направления — Герберт Мак-Клинток (1906—1985), Виктор О’Коннор (1918—2010), Йосл Бергнер (1920—2017), график Ноэл Куниган (1913—1986). Последний проявил себя и как талантливый живописец, был тесно связан с коммунистическим движением в Австралии график, который тесно связал своё творчество с коммунистическим движением в Австралии и даже делал рисунки для коммунистических газет.
В послевоенные годы наблюдалось значительное расслоение художественных стилей. Сидней становится центром «абстрактного экспрессионизма» и подражания американскому авангардизму, а Мельбурне развивает фигуративное искусство. Среди известных в конце 1950-х художников — Роберт Дикерсон (р. 1924), Клифтон Пьюх (1924—1990), братья Артур Бойд (1920—1999) и Дэвид Бойд (р. 1924).
Даже в области скульптуры существовало противостояние противоположных стилей. Крупнейшие скульпторы работали в академическом направлении — Бертрам Мак-Кеннал (1863—1931), ваявший мифологические статуи («Цирцея»; Мельбурн, Национальный музей Виктории); а также Линдон Дадсуэлл (1908—1986) («Рождение Венеры», Мельбурн, Национальный музей Виктории), знаменитый также реалистичными портретными работами — «Голова австралийца» (1940-е годы), «Том Чаллен».
Искусство австралийских аборигенов развернулось к середине 30-х годов; оно отличалось свежей и в то же время гармоничной цветовой гаммой, детальной передачей подробностей, непосредственными пейзажами и праздничным настроением. Умело переданная воздушная перспектива часто приближает их к декоративному панно. Ярчайшие представители такого направления — Альберт Наматьира (1902—1959), по происхождению абориген из группы аранда и его последователи — его сыновья, братья Парерултья и другие семейства этого племени. Позже искусством аборигенов прославились художники Дорин Рид Накамарра и Наматьира, Альберт.
В Австралии также развиваются направления скульптуры из металлоконструкций (Роберт Клиппель), архитектурная (Клемент Мидмор, Марджел Гиндер и Лентон Парр) и керамическая скульптура (Меррик Бойд (1889—1959)).
В Австралии живут или жили художники-абстракционисты (Сидней Нолан, Мительман, Аллан, Андре, Аэлита, Уайтли, Бретт), импрессионисты (Расселл, Джон Питер), постимпрессионисты (Гровенор Томас), аниматоры (Цин Хуан).
Среди известных деятелей фотоискусства Австралии рубежа XX и XXI веков Билл Гекас, Поликсени Папапетру, Трейси Моффат.